# Tito Verginio Tricosto Rútilo
Tito Verginio Tricosto Rútilo (en latín, Titus Verginius Tricostus Rutilus; m. 463 a. C.) fue un cónsul romano en el año 479 a. C., junto con Céson Fabio Vibulano.

## Familia
Los Fasti consulares señalan a un Ópiter como su abuelo, probablemente Ópiter Verginio Tricosto, cónsul en el año 502 a. C.. Su padre sería Próculo, cuyos tres hijos Aulo Verginio Tricosto Celiomontano, Próculo Verginio Tricosto Rútilo y Tito Verginio Tricosto Celiomontano fueron también cónsules. No obstante, esta genealogía no es segura.

## Carrera
El año que fue elegido cónsul (479 a. C.) la gens Fabia salió de Roma para continuar sola la guerra contra la ciudad etrusca de Veyes.
Posteriormente, Tito Verginio fue augur y murió, al igual que Tito Verginio Augur, en 463 a. C. en la gran peste que devastó Roma por ese año.